# Molguloides crinibus
Molguloides crinibus är en sjöpungsart som beskrevs av Monniot 1978. Molguloides crinibus ingår i släktet Molguloides och familjen kulsjöpungar.
Artens utbredningsområde är Södra Ishavet. Inga underarter finns listade i Catalogue of Life.